# National Capital Development Commission
Die National Capital Development Commission (NCDC; Nationale Hauptstadt-Entwicklungskommission) war eine Planungsbehörde der australischen Regierung. Sie wurde 1958 durch das Gesetz mit der Bezeichnung National Capital Development Commission Act 1957 geschaffen. Ihre Aufgabe war es, die Entwicklung Canberras zur Hauptstadt abzuschließen.

## Geschichte
Unter der Leitung der NCDC stieg die Einwohnerzahl Canberras von 40.000 auf 300.000. Die NCDC war verantwortlich für die Planung und Entwicklung der Stadtbezirke Woden Valley, Belconnen, Tuggeranong und Gungahlin. Sie beaufsichtigte auch den Bau des Lake Burley Griffin und des neuen Parlamentsgebäudes. Vorsitzende der NCDC waren Sir John Overall (1958–1972), W.C. Andrews (1972–1974), Tony Powell (1974–1985) und Malcolm Latham (1985–1989).
Beraten wurde die NCDC durch das National Capital Planning Committee (Nationales Hauptstadtplanungskomitee). Dieses stand unter der Leitung des Vorsitzenden des NCDC und umfasste sechs ernannte Vertreter des Australian Institute of Architects, des Institute of Australian Engineers und des Royal Australian Planning Institute sowie zwei weiteren Mitgliedern mit Spezialwissen und Erfahrung in kulturellen Fragen. Die NCDC löste sich mit dem Inkrafttreten des Australian Capital Territory Self-Government Act 1988 (Selbstverwaltungsgesetz für das australische Hauptstadtterritorium) auf. Die meisten Aufgaben gingen an die neue Regierung des Australian Capital Territory und an die National Capital Authority über.

## Weitere Behörden
Vorgänger bzw. Nachfolger der NCDC waren folgende Behörden:
- 1921–1924: Federal Capital Advisory Committee
- 1925–1930: Federal Capital Commission
- 1938–1957: National Capital Planning and Development Committee
- seit 1989: National Capital Authority